# L'Arena
L'Arena est le principal quotidien de Vérone et de sa province. Il tire son nom du monument antique le plus emblématique de la ville, les Arènes.

## Historique
Aujourd'hui édité par la société Athesis, L'Arena un des quotidiens les plus anciens d'Italie toujours en circulation. 
Sa fondation remonte en effet au 12 octobre 1866, quatre jours avant l'arrivée en ville des troupes italiennes, qui prélude à l'annexion de la Vénétie au royaume d'Italie. Le journal s'impose comme le journal des Véronais, n'hésitant pas à s'impliquer pour promouvoir des initiatives civiques. Après la grande inondation de 1882, il s'engage pour les travaux d'endiguement de l'Adige. À la fin du XIXe siècle, il accompagne l'industrialisation tardive de la ville. Après la Seconde Guerre mondiale, il milite pour le développement de l'Université et pour la réalisation de la plate-forme de transports Quadrante Europa (it).

## Traditions
L'Arena est affectueusement surnommé « el bigiardèlo » (« le petit menteur ») par les Véronais qui estiment que des articles exagérés ou emphatiques sont parfois ajoutés à la hâte pour boucler le journal.
Chaque année, le 1er avril, le journal contient quelques fausses nouvelles pour honorer la tradition du poisson d'avril. Dans certaines zones de la province de Vérone, il paraît ce jour-là sous le titre de La Renga (en italien, L'Aringa, le hareng en français). Généralement, le 2 avril, un article met en valeur les plus beaux poissons d'avril réalisés la veille à Vérone et dans ses alentours.
L'édition du lundi ne contient pas de pages provinciales pour laisser la place aux résultats sportifs du week-end.
Quelques jours avant la parution du Manifeste du futurisme dans les pages du Figaro (20 février 1909), un texte similaire parût dans L'Arena à l'initiative d'artistes locaux.

## Directeurs
L'Arena a eu pour directeurs :
| Période               | Directeur                                                                                |
| --------------------- | ---------------------------------------------------------------------------------------- |
| 1866-1873             | Alessandro Pandian (avec Giusto Ponticaccia dans les premiers temps).                    |
| 1874-1880             | Dario Papa                                                                               |
| 1880-1882             | Ruggero Giannelli                                                                        |
| 1882-1883             | Cesare Gueltrini                                                                         |
| 1883                  | Dario Papa                                                                               |
| 1884-1901             | Giovanni Antonio Aymo (qui achète le titre en 1874)                                      |
| 1901-1905             | Antonio Mantovani († au cours d'un duel avec le directeur du journal concurrent L'Adige) |
| 1905-1916             | Adolfo Fossi                                                                             |
| 1916-1918             | Rodolfo Rampoldi                                                                         |
| 1922-1924             | Giuseppe Pollorini                                                                       |
| 1924-1926             | Michele Campana                                                                          |
| 1926                  | Ettore Tambara (par intérim)                                                             |
| 1926-1928             | Sandro Baganzini                                                                         |
| 1929-1930             | Giuseppe Toffano                                                                         |
| 1930-1936             | Antonio Galata                                                                           |
| 1936-1943             | Umberto Melani                                                                           |
| juil.-sept. 1943      | Giuseppe Silvestri                                                                       |
| 1 jour                | Aldo Ettore Kessler                                                                      |
| sept. - oct. 1943     | Carlo Manzini                                                                            |
| oct. 1943 - juin 1944 | Giuseppe Castelletti                                                                     |
| 1944                  | Giuseppe Bertoni                                                                         |
| 1944- 25 avr. 1945    | Giacomo Etna (Verona Libera)                                                             |
| 1er juil. 1946-1958   | Antonio Galata                                                                           |
| 1958-1967             | Gilberto Formenti                                                                        |
| 1967-1969             | Giovanni Fontana                                                                         |
| 1969-1982             | Gilberto Formenti                                                                        |
| 1982-1993             | Giuseppe Brugnoli                                                                        |
| 1993-1995             | Albino Longhi                                                                            |
| 1995-2001             | Mino Allione                                                                             |
| 2001-2003             | Adriano Paganella (assure l'intérim jusqu'en juillet 2002)                               |
| 2003-aujourd'hui      | Maurizio Cattaneo                                                                        |

## Diffusion
| Année | Ventes |
| ----- | ------ |
| 2009  | 44.562 |
| 2008  | 45.838 |
| 2007  | 46.536 |
| 2006  | 46.526 |
| 2005  | 47.472 |
| 2004  | 47.934 |
| 2003  | 46.842 |
| 2002  | 47.642 |
| 2001  | 50.357 |
| 2000  | 50.063 |
| 1999  | 50.418 |
| 1998  | 50.883 |
| 1997  | 50.672 |
| 1996  | 50.632 |